# 菊元町
菊元町（きくもとちょう）は、愛知県名古屋市西区の地名。

## 歴史

### 沿革
- 1932年（昭和7年）8月1日 - 西区菊井町の一部により、同区菊元町が成立[3]。
- 1981年（昭和56年）8月23日 - 西区新道一丁目・新道二丁目にそれぞれ編入され消滅[4]。